# 杰森·莫玛
喬瑟夫·傑森·納馬卡埃哈·摩莫亞（英語：Joseph Jason Namakaeha Momoa，/məˈmoʊə/；1979年8月1日—），美國男演員、模特兒、導演、編劇和製片人。著名出演包括在軍事科幻電視劇《星際奇兵：亞特蘭提斯》（2005年至2009年）中飾演羅南·迪克斯，以及在HBO的奇幻電視劇《冰與火之歌：權力遊戲》（2011年至2012年）中詮釋卓戈卡奧一角。其他作品如電影《王者之劍3D》（2011年）、《沙丘》（2021年）、《玩命關頭X》（2023年），以及電視劇《邊境爭霸》（2016年至2018年）和《末日光明》（2019年至2022年）。
摩莫亞自2016年的《蝙蝠俠對超人：正義曙光》開始在DC擴展宇宙中飾演亞瑟·庫瑞／水行俠，其主演的《水行俠》於2018年上映，令知名度大增。

## 早年
傑森·摩莫亞生於夏威夷州檀香山，為家中獨子，父喬瑟夫（Joseph）為當地夏威夷族畫家，母柯妮（Coni）則為來自美國本土的攝影師，具德國、愛爾蘭和波尼族血統。其出生後不久父母即離異，母親得到撫養權後旋即將其帶回愛荷華州諾沃克的娘家，故摩莫亞於當地長大，幼時對父親祖家夏威夷認識並不深。高中畢業後，他在愛荷華州開始了海洋生物學的學業，就讀期間他都在佛羅里達群島上。後來，他轉到科羅拉多州修野生動物生物學，並遷回夏威夷與父團聚。
摩莫亞是衝浪手布萊恩·庫拉納和路斯帝·庫拉納的侄子。

## 職業生涯
1998年，摩莫亞被國際設計師菊池武夫（Takeo Kikuchi）發掘，展開了自己的模特兒生涯。他於1999年由夏威夷模特兒主辦的妙齡小姐夏威夷比賽。19歲那年，他還曾在衝浪店兼職，在這之前他成功引入到電視劇《海灘遊俠：夏威夷》之中。為了得到這個角色，他向人騙了自己的模特兒簡歷，包括其他過去的工作。摩莫亞在動作電視劇《海灘遊俠：夏威夷》（1999年至2001年）中飾演傑森·約阿內（Jason Ioane）。他除了參演《北海迷情》（2004年至2005年）外，還在2004年電影《強森一家的幸福之旅》和電視劇《星際奇兵：亞特蘭提斯》（2005年至2009年）中登場，並於2009年的喜劇《橄欖球之戀》中出演四集的羅馬一角。後來，他在《王者之劍3D》（2011年）中主演蠻王柯南，本片是翻拍於1982年的同名電影，且還和阿諾·史瓦辛格飾演同一角色。摩莫亞獲得了HBO電視劇《冰與火之歌：權力遊戲》的面試機會，並上演了一段毛利人使用在戰場上阻赫的哈卡舞。

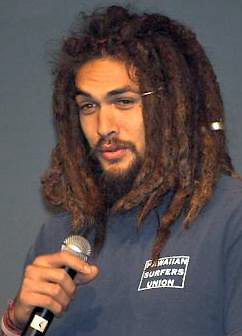
摩莫亞在拍攝《星際奇兵：亞特蘭提斯》中的長辮子造型

待《星際奇兵：亞特蘭提斯》第四季的結束，他將自己的辮子剪去。摩莫亞為戲而留的辮子讓他感覺有些頭疼，在第五季的〈關係破裂〉（Broken Ties）一集中他將此長髮切除。在拍攝第五季的第一天，他的辮子被重新接回，但因過於繁重，使他改以特效替身的方式使用假髮，直到兩週後才拿到訂製的假髮。值得一提的是，當他第一次詮釋角色時，製片人要求他將長髮剪掉，但這卻成為了此角色的象徵，於是製片方允許摩莫亞將長髮留住。
劇情驚悚片《漫漫復仇路》（2014年）是摩莫亞首部導演的長片作品，主演包括摩莫亞、莎拉·夏希、麗莎·博內特、麥可·雷蒙德-詹姆斯和韋恩·斯塔蒂，於2014年4月在薩拉索塔電影節首映。本片只於2014年7月15日美國有限上映，紐約市和洛杉磯則只有VOD版本。
2014年3月，摩莫亞加入了與凱瑞·艾文斯、海莉·韋伯共同演出的黑色驚悚喜劇片《荒野逃生》，主要拍攝於阿拉斯加完成。2014年6月有報導稱，摩莫亞已被引入2016年的超級英雄電影《蝙蝠俠對超人：正義曙光》中詮釋亞瑟·庫瑞／水行俠，但此消息並未獲得官方人士的證實。當他在《吉米·金莫直播秀》上被問及此消息時，摩莫亞回應：「這些都是謠言」。2014年10月，摩莫亞將飾演水行俠的傳聞被華納兄弟證實，且他還將在《水行俠》中擔任主演。《水行俠》於2018年上映並取得成功的口碑。
2015年5月，摩莫亞正與片商談判加入1960年電影《豪勇七蛟龍》的重拍版《絕地7騎士》，並與丹佐·華盛頓和伊森·霍克共同主演。後來，確認摩莫亞因要詮釋水行俠而未加入。
2016年8月，據報導，摩莫亞有望主演重拍版的《龍族戰神》。2017年初，他簽下了參演電子遊戲《正當防衛》改編電影的片約。2018年7月，摩莫亞確認主演蘋果網路劇《末日光明》。
2019年2月加入丹尼·維勒納夫執導的太空史詩電影《沙丘》的演出陣容，飾演劍術大師鄧肯·艾德候。10月宣布參演西部片《最後的追捕》。2022年1月底，據報導，摩莫亞加入《玩命關頭X》（2023年）的演出陣容，擔任反派角色。2022年4月，摩莫亞被媒體宣布參演《Minecraft》的真人改編電影，該片由傑瑞德·海斯執導。

## 私生活
摩莫亞曾四處旅行，如在巴黎拿起蠟筆畫畫、在西藏學習佛法。摩莫亞是澳式足球俱樂部阿德雷德港足球俱樂部的粉絲。
2005年，經過共同朋友的介紹下摩莫亞認識了女演員麗莎·博內特，他第一眼看到麗莎已被她深深吸引，並認定麗莎是他的終生伴侶，繼而展開追求。2007年7月23日，他和博內特有了女兒蘿拉·伊奧拉尼·莫瑪（Lola Iolani Momoa）。他與博內特後來生了一個兒子諾加-沃夫·曼庫帕·那卡哈·摩莫亞（Nakoa-Wolf Manakauapo Namakaeha Momoa），於2008年12月15日出生。摩莫亞的母親在摩莫亞的官方網站上的粉絲論壇公布，的意思是「勇士」（儘管這詞代表著是「勇氣」），而（雨）和（黑暗）則取於他出生的那天（他晚上出生在洛杉磯時有著罕見的惡劣天氣）。中間名（那卡哈）則是取自他的父親。
雖然外界普遍認為摩莫亞和博內特於2007年11月15日結婚，但這對夫妻直到2017年10月才正式辦理結婚。由於摩莫亞和博內特結婚，使他成為了柔伊·克拉維茲的繼父。2022年1月，他和博內特的婚姻宣告結束、已分居。2024年1月9日，他們正式合法單身，並將分居日期列為2020年10月7日。2024年，據悉他與安卓·亞霍娜交往。
2008年11月15日，摩莫亞在加利福尼亞州好萊塢名為的小酒館中被一名男子用破碎的啤酒杯弄傷了臉。他事後接受了140針的手術，這使得在他後來的作品中能明顯看出臉上的疤痕。這名攻擊者因襲擊罪而被判入獄五年。

## 作品列表

### 電影
| 年份 | 標題                                 | 角色                         | 附註 |
| ---- | ------------------------------------ | ---------------------------- | --- |
| 2004 | 《強森一家的幸福之旅》               | 納瓦羅（Navarro）                   | |
| 2007 | 《管道》（Pipeline）                         | 凱（）                       | |
| 2010 | 《棕包日記：B小調中的盲目騎行》 （Brown Bag Diaries: Ridin' the Blinds in B Minor） | 米基（Mikey）                     | 短片；兼導演和編劇 |
| 2011 | 《王者之劍3D》                       | 蠻王柯南                     | CinemaCon電影獎男新星 |
| 2012 | 《頭號目標》                         | 基根（Keegan）                     | |
| 2014 | 《漫漫復仇路》                       | 勞勃·沃爾夫（Robert Wolf）              | 兼導演、監製和編劇 |
| 2014 | 《狼人镇》                           | 康納（Conner）                     | |
| 2014 | 《殺蟲季》                           | 伊安（Iam）                     | |
| 2016 | 《蝙蝠俠對超人：正義曙光》           | 亞瑟·庫瑞／水行俠            | 客串 |
| 2016 | 《自殺突擊隊》                       | 亞瑟·庫瑞／水行俠            | 客串；僅照片登場 |
| 2016 | 《生存者》                           | 邁阿密人（Miami Man）                 | |
| 2016 | 《荒野逃生》                         | 喬·布萊特（Joe Bright）                | |
| 2017 | 《搶救巴迪》                         | 蜘蛛（Spider）                     | |
| 2017 | 《正義聯盟》                         | 亞瑟·庫瑞／水行俠            | |
| 2018 | 《極限救援》                         | 喬·布瑞芬（Joe Braven）                | 兼監製 |
| 2018 | 《水行俠》                           | 亞瑟·庫瑞／水行俠            | 提名-兒童票選獎最受歡迎電影男演員 提名-兒童票選獎最受歡迎超級英雄 提名-MTV影視大獎最佳接吻（與安柏·赫德共享） 提名-青少年票選獎電影票選獎：科幻／奇幻類男演員 |
| 2018 | 《樂高玩電影2》                      | 亞瑟·庫瑞／水行俠            | 配音 |
| 2020 | 《聚集》                             | 不適用                       | 紀錄片；執行製片人 |
| 2021 | 《查克·史奈德之正義聯盟》            | 亞瑟·庫瑞／水行俠            | |
| 2021 | 《護女煞星》                         | 雷·庫柏（Ray Cooper）                  | 兼監製 |
| 2021 | 《沙丘》                             | 鄧肯·艾德侯                  | |
| 2022 | 《祕語夢境》                         | 佛利普（Flip）                   | |
| 2022 | 《最後的追捕》                       | 大吉姆（Big Jim）                   | 兼故事和執行製片人 |
| 2023 | 《玩命關頭X》                        | 但丁·雷耶斯（Dante Reyes）              | |
| 2023 | 《閃電俠》                           | 亞瑟·庫瑞／水行俠            | 未掛名 |
| 2023 | 《水行俠 失落王國》                  | 亞瑟·庫瑞／水行俠            | 兼故事 |
| 2024 | 《特技玩家》                         | 他自己                       | 未掛名客串 |
| 2025 | 《MINECRAFT麥塊電影》                | 蓋瑞特·「垃圾人」·蓋瑞森（Garrett "The Garbage Man" Garrison） | 兼監製 |
| 2025 | 《但丁之手》                         | 羅薩里奧（Rosario）                 | |
| 2026 | 《動物朋友》                         |                              | |
| 2026 | 《超少女》                           | 暴狼                         | 客串 |
| 2026 | 《沙丘：第三部》                     | 鄧肯·艾德侯                  | |
| TBA  | 《特工迷阵》                         |                              | 兼監製 |

### 電視
| 年份      | 標題                      | 角色                 | 附註 |
| --------- | ------------------------- | -------------------- | --- |
| 1999–2001 | 《海灘遊俠：夏威夷》      | 傑森·約阿內（Jason Ioane）      | 主要演員；44集 |
| 2003      | 《海灘遊俠：夏威夷婚禮》  | 傑森·約阿內          | 電視電影 |
| 2003      | 《誘惑》（Tempted）              | 卡拉（Kala）             | 電視電影 |
| 2004–2005 | 《北海迷情》              | 法蘭克·希奧（Frankie Seau）      | 主要演員；21集 |
| 2005–2009 | 《星際奇兵：亞特蘭提斯》  | 羅南·迪克斯          | 主要演員；73集 |
| 2009      | 《橄欖球之戀》            | 羅馬（Roman）             | 4集 |
| 2011–2012 | 《冰與火之歌：權力遊戲》  | 卓戈卡奧             | 10集 CinemaCon電影獎男新星（2011年） 提名-尖叫獎最佳團體演出（2011年） 提名-美國演員工會獎最佳戲劇影集整體演出（2012年） |
| 2014–2015 | 《紅番血路》              | 菲利普·柯保斯（Phillip Kopus）    | 主要演員；12集 |
| 2014–2015 | 《醉酒史》                | 尚·拉菲特／吉姆·索普 | 2集 |
| 2014–2022 | 《吉米夜現場》            | 他自己（嘉賓）       | 6集 |
| 2016–2018 | 《邊境爭霸》              | 德克蘭·哈普（Declan Harp）      | 主要演員兼執行製片人；18集 提名-加拿大電影獎主演戲劇角色最佳演員表現（2017年）                                           |
| 2018–2023 | 《週六夜現場》            | 他自己（主持人）     | 4集 |
| 2019      | 《艾倫·狄珍妮秀》         | 他自己               | 單集：〈杰森·莫玛／迪倫·吉爾默〉（Jason Momoa/Dylan Gilmer）                                                                                     |
| 2019      | 《辛普森家庭》            | 他自己               | 配音；單集：〈胖藍線〉                                                                                                   |
| 2019–2022 | 《末日光明》              | 霸巴·沃斯（Baba Voss）        | 主要演員；24集 |
| 2022      | 《和平使者》              | 亞瑟·庫瑞／水行俠    | 未掛名；單集：〈打牛趁熱〉                                                                                               |
| 2023      | 《攀登》（The Climb）              | 他自己               | 8集 兼編劇；單集：〈深水單人攀岩〉（Deep Water Solo）                                                                                   |
| 2024      | 《傑森·莫摩亞的漫遊》（On the Roam） | 他自己（主持人）     | 8集；兼導演和執行製片人（5集）                                                                                           |
| 2025      | 《戰酋》                  | 卡亞納               | 迷你劇；主要演員兼共同創作者、執行製片人和編劇                                                                           |

## 外部連結
- 杰森·莫玛在互联网电影资料库（IMDb）上的資料（英文）
- 杰森·莫玛的Instagram帳戶